# Basílico (moeda)

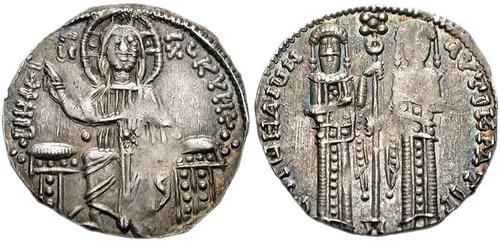
Uma das primeiras basílicos emitidas, com um Cristo sentado e as figuras em pé de Andrônico II e Miguel IX segurando um lábaro entre eles. Na legenda lê-se ΘΕΕ ΒΟΗΘΕΙ AYTOKPATOPEC PWMAIWN ("Deus ajuda os imperadores dos romanos")

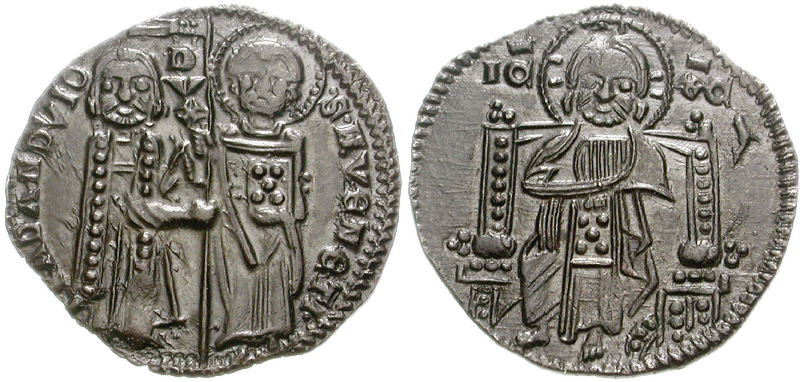
Ducado veneziano de prata (matapan) de Francisco Dandolo, ca. 1328. A similaridade da iconografia com o basílico é evidente

Basílico (em grego: βασιλικόν [νόμισμα]; romaniz.: basilikón; [moeda] imperial), comumente também referida como ducado (em grego: δουκάτον; romaniz.: doukáton), foi uma moeda de prata bizantina de grande circulação na primeira metade do século XIV. Sua introdução marcou o retorno do uso em larga-escala da cunhagem de prata no Império Bizantino, e pressagiou o abandono total das moedas de ouro ca. de meados do século.

## História
O basílico foi introduzido pouco antes de 1304 pelo imperador Andrônico II Paleólogo (r. 1282–1328), em imitação direta do ducado ou grosso veneziano de prata, principalmente pago a mercenários da Companhia Catalã. A moeda bizantina acompanhou de perto a iconografia do modelo veneziano, com um Cristo sentado no anverso e a figuras de pé de Andrônico II e seu filho e co-imperador Miguel IX Paleólogo (r. 1294–1320) substituindo São Marcos e o doge de Veneza no reverso. A similaridade foi reforçada pelo nome da nova moeda: o ducado, a "moeda do doge", tornou-se o basílico, a "moeda do basileu", embora as fontes gregas contemporâneas geralmente chamem ambas de ducado.
O basílico foi prata de alta-qualidade (0.920), plana e não côncava (escifato) como outras moedas bizantinas, pesando 2.2. gramas e oficialmente negociada a taxa de 1 por 12 com o hipérpiro de ouro ou dois quilates, a taxa tradicional para cunhagem de prata bizantina desde os dias do hexagrama e o miliarésio. A taxa real, no entanto, foi geralmente menor, e flutuou dependendo da mudança de preço da prata: fontes contemporâneas indicam taxas reais de 12.5, 13 ou 15 basílicos para cada hipérpiro. Exemplos de meios-basílicos são também conhecidos como tendo sido cunhadas.
Nos anos 1330 e 1340, contudo, o peso do basílico foi muito reduzido, como resultado de uma escassez de prata afetando toda a Europa e Mediterrâneo, caindo para 1.25 gramas pelo final dos anos 1340. Deixou de ser cunhada nos anos 1350, e foi substituída ca. 1367 com o novo, e mais pesado, estavrato.